# Zacharie Tshimanga Wa Tshibangu

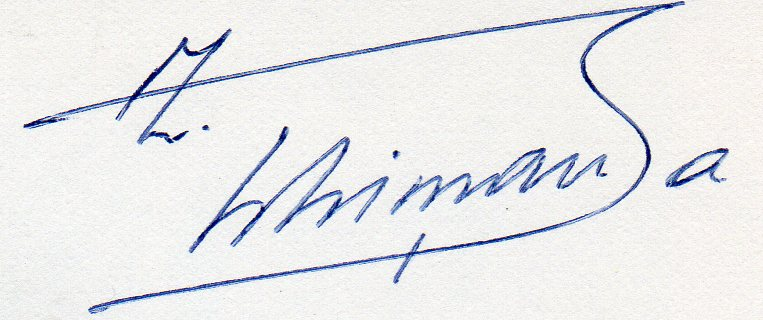
Firma del professore Tshimanga

Zacharie Tshimanga Wa Tshibangu (Musefu, 4 ottobre 1941 – Woluwe-Saint-Lambert, 10 dicembre 1985) è stato uno storico e scrittore della Repubblica Democratica del Congo.

## Biografia
Nacque a Musefu, una piccola città della Provincia del Kasai Occidentale, il 4 ottobre 1941.
Dopo avere terminato gli studi elementari e secondari in Congo, partì per la Francia per gli studi universitari.
Nel 1967 conseguì la Licence in lettere, storia e geografia, presso l'Università di Toulouse II Le Mirail. Nello stesso ateneo l'anno successivo conseguì il Master in storia della colonizzazione e nel 1971 il Dottorato in storia sulla direzione di Xavier Yacono e Robert Cornevin.
Durante il suo soggiorno in Francia ha lavorato come professore di storia nella scuola media Moncade nel comune di Orthez.
Al suo ritorno in Congo, ha lavorato come professore presso l'istituto superiore pedagogico di Bukavu, e successivamente, come segretario generale accademico all'università di Kisangani.
Morì in Belgio, all'ospedale di Woluwe-Saint-Lambert, il 10 dicembre 1985. E stato marito di Véronique Chikwaka, che sposò il 2 febbraio 1974, dalla quale ebbe quattro figli.

### Articoli
- "Leopold II face à la France au sujet de la création des droits d'entrée dans le bassin conventionnel du Congo : 1890-1892." In: Etudes d'histoire africaine. Lubumbashi: PUZ, 1974, nº 6, p. 169-203.[3] [4]

### Illustrazione di libri

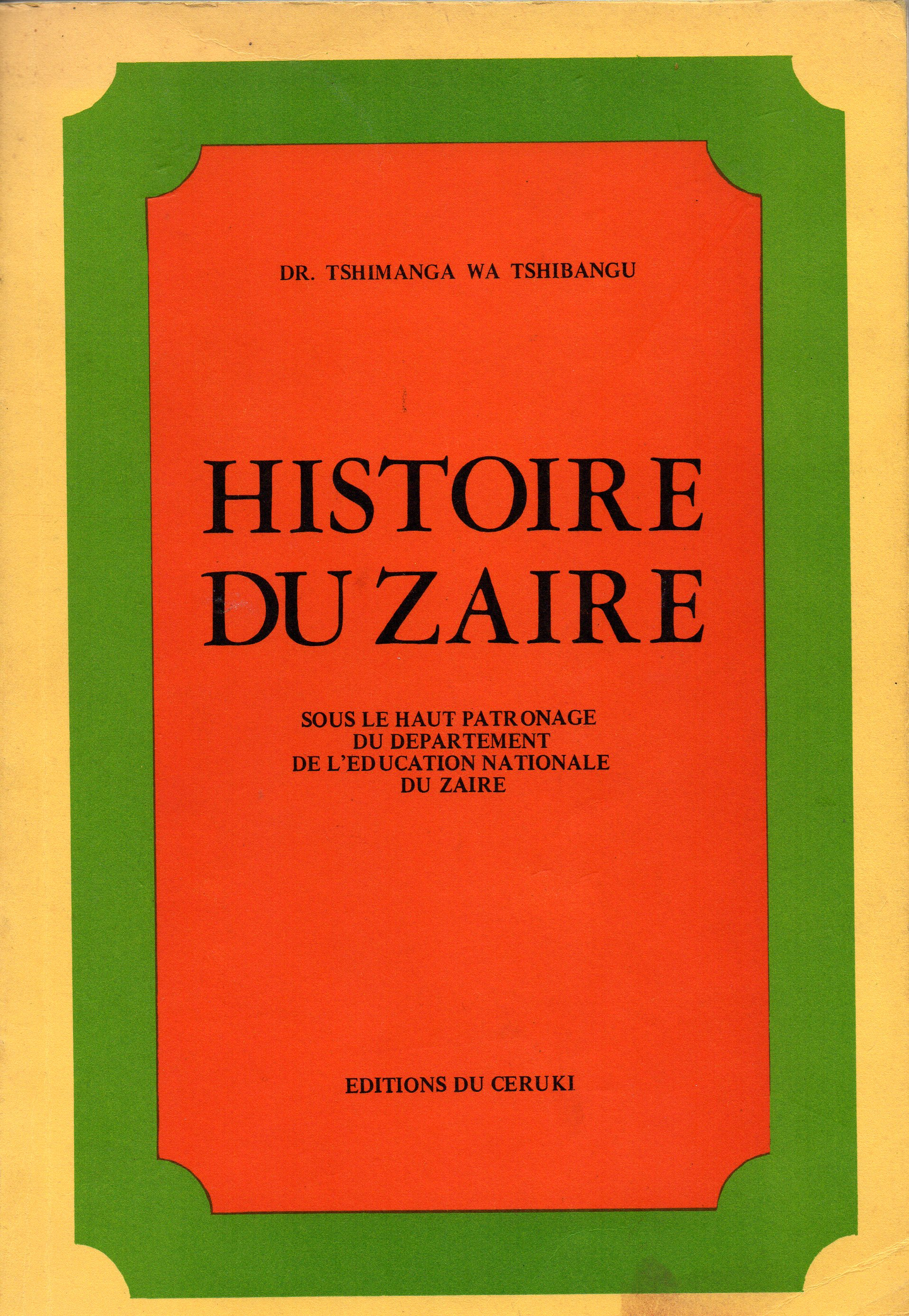
Histoire du Zaire
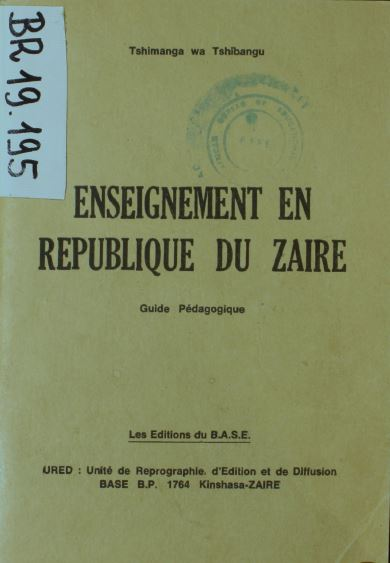
Enseignement en Republique du Zaire